# 中華讀書報
《中华读书报》是由光明日报、中国出版工作者协会、国家新闻出版署（後退出）主办的中華人民共和國报纸，報社位於北京市崇文区，于1994年7月创刊。中华读书报为周报，每周三出版。